# PDF.js
PDF.js es una biblioteca de JavaScript que renderiza archivos de formato de documento portátil (PDF) utilizando HTML5 Canvas compatible con estándares web. El proyecto está liderado por Mozilla Corporation después de que Andreas Gal lo lanzara (inicialmente como un experimento) en 2011.

## Historia y aplicación
PDF.js se creó originalmente como una extensión para Firefox y está incluido en Firefox desde 2012 (versión 15), y habilitado de forma predeterminada desde 2013 (versión 19). Se agregó a Firefox para Android en 2023 (versión 111).
El proyecto fue creado para proporcionar una manera de ver documentos PDF de forma nativa en el navegador web, lo que evita posibles riesgos de seguridad al abrir documentos PDF fuera de un navegador, ya que el código para mostrar el documento está aislado en un navegador. Su implementación utiliza el elemento Canvas de HTML5, lo que permite velocidades de renderizado rápidas.
PDF.js también se utiliza en Thunderbird, ownCloud, Nextcloud, y está disponible como extensión del navegador para Google Chrome / Chromium, Pale Moon y SeaMonkey.
Se puede integrar o incorporar en una aplicación web o nativa para permitir la visualización y representación de PDF, y permite usos avanzados como la representación del lado del servidor.
Muchas aplicaciones web, incluidas Dropbox, Slack, y LinkedIn Learning integran PDF.js para permitir la vista previa de documentos PDF.

## Comportamiento
Según un estudio comparativo de Mozilla, PDF.js tiene un buen rendimiento para visualizar los archivos PDF más comunes, aunque puede tener algunos problemas con documentos grandes o con muchos gráficos.
PDF.js admite la mayoría de las especificaciones PDF (incluida la compatibilidad con formularios o XFA), pero algunas funciones aún no se han implementado, lo que puede afectar el comportamiento de representación según las funciones que utilice el documento.
Varias funciones PDF/X o PDF opcionales que no son compatibles con PDF.js incluyen:
- Perfiles de color ICC[22]
- Colores planos
- Simulación de sobreimpresión[23]
- Grupos de transparencia (eliminación/aislamiento)[24]
- Impresión de alta fidelidad

La comunidad de colaboradores de PDF.js también señala que el comportamiento del navegador de PDF.js varía según la compatibilidad del navegador con las funciones requeridas de PDF.js. El rendimiento y la confiabilidad serán mejores en Chrome y Firefox, que son totalmente compatibles y están sujetos a pruebas automatizadas.